# Navarcles
Navarcles település Spanyolországban, Barcelona tartományban. Lakosainak száma 6160 fő (2024).

## Földrajza
Navarcles Calders, Talamanca, Sant Fruitós de Bages és Sallent községekkel határos.

## Népesség
A település lakosságának változását az alábbi diagram mutatja:
| Lakosok száma | 214  | 1876 | 2316 | 2666 | 4996 | 5498 | 5947 | 6003 | 5977 | 6160 |
|               | 1717 | 1887 | 1936 | 1960 | 1986 | 2004 | 2009 | 2014 | 2019 | 2024 |